# Sơn ca nâu vàng
Sơn ca nâu vàng hay Sơn ca nâu vàng (danh pháp hai phần: Mirafra africanoides, đôi khi đặt trong chi Calendulauda) là một loài chim thuộc Họ Sơn ca. Loài này sinh sống ở Angola, Botswana, Ethiopia, Kenya, Mozambique, Namibia, Somalia, South Africa, Tanzania, Uganda, Zambia, và Zimbabwe, trên một phạm vi 2.400.000 km2.